# 残酷大陸クワヘリ
『残酷大陸クワヘリ』（ざんこくたいりくクワヘリ、Kwaheri-Vanishing Africa）は1964年製作のモンド映画である。VHS版のビデオ用のコピーは「残酷大陸クワヘリ〜実録! マル禁開頭手術と処女の串焼き〜」。別題はクワヘリ（「さよなら」という意味）。

## 概説
探検家でカメラマンのミキ・カーターが4年の歳月掛けて完成させた、ショッキングなドキュメンタリー映画（ショック系モンド映画の走り）だが、アフリカに残る原始的因習と原始的かつグロテスクな手術の描写が現代の観点からすると露骨な見世物的、差別的な視点が濃厚で、本家イタリアのモンド映画よりあからさまである事から、数あるモンド映画の中でも不快という意見も多い問題作である。

## 内容
噂を聞きつけた探検一行はまじない医者を求めてアフリカの奥地に入り込むが、そこで出くわしたものは、巨大象と戦う原住民、スーク族の神聖なる牛、小人族の中でもピグミー族は狩猟が得意であったりと一行を驚嘆させる。しかし、最も驚くべきはキシイ族の住む高地で麻酔も消毒液も使用ないという驚異の開頭手術だった。

## スタッフ
- 監督・撮影：ミキ・カーター

- 製作：ソーア・ブルックス、デイヴィッド・チャドナウ
- 音楽：バイロン・ロス
- 日本語版ナレーション：川久保潔